# 雷耶斯普萊斯 (加利福尼亞州)
雷耶斯普萊斯（英語：Reyes Place）是位於美國加利福尼亞州門多西諾縣的一個非建制地區。該地的面積和人口皆未知。

## 地理
雷耶斯普萊斯的座標為39°50′46″N 123°24′28″W / 39.84611°N 123.40778°W，而該地的平均海拔高度為380米（即1247英尺）。